# Asdorfer Weiher

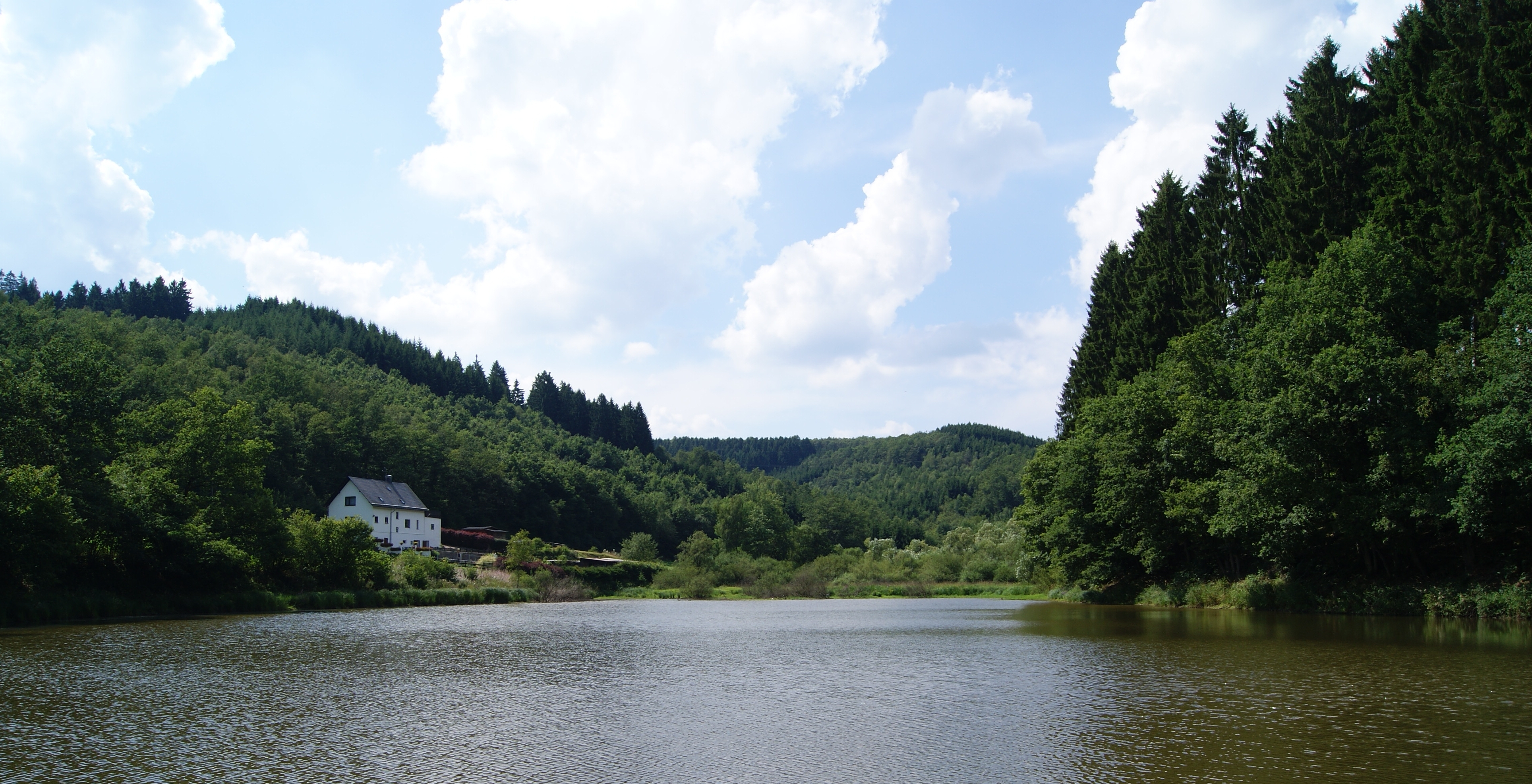
Der Asdorfer Weiher

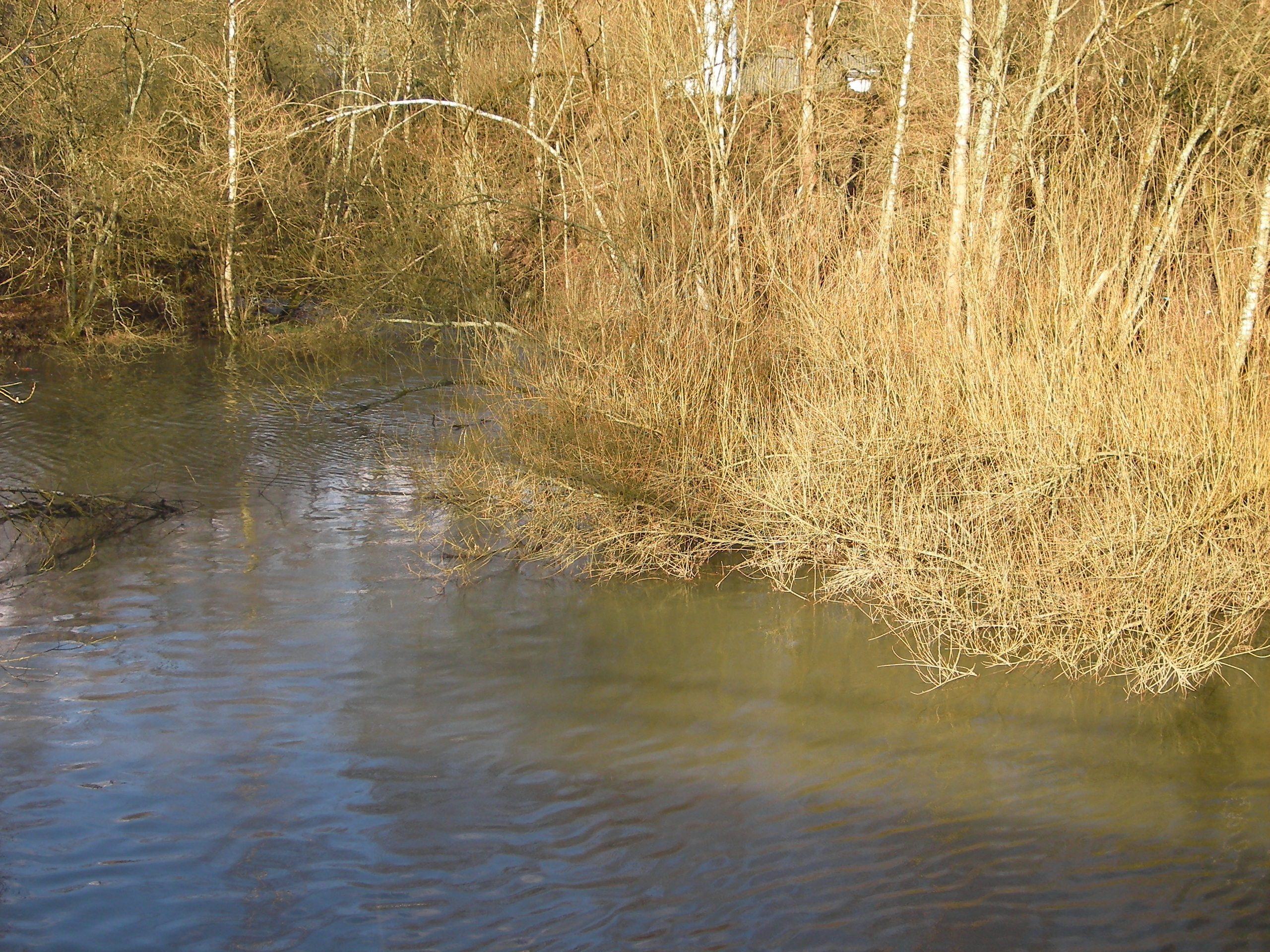
Blick auf den östlichen Teil des Schutzgebietes (die Weibe)

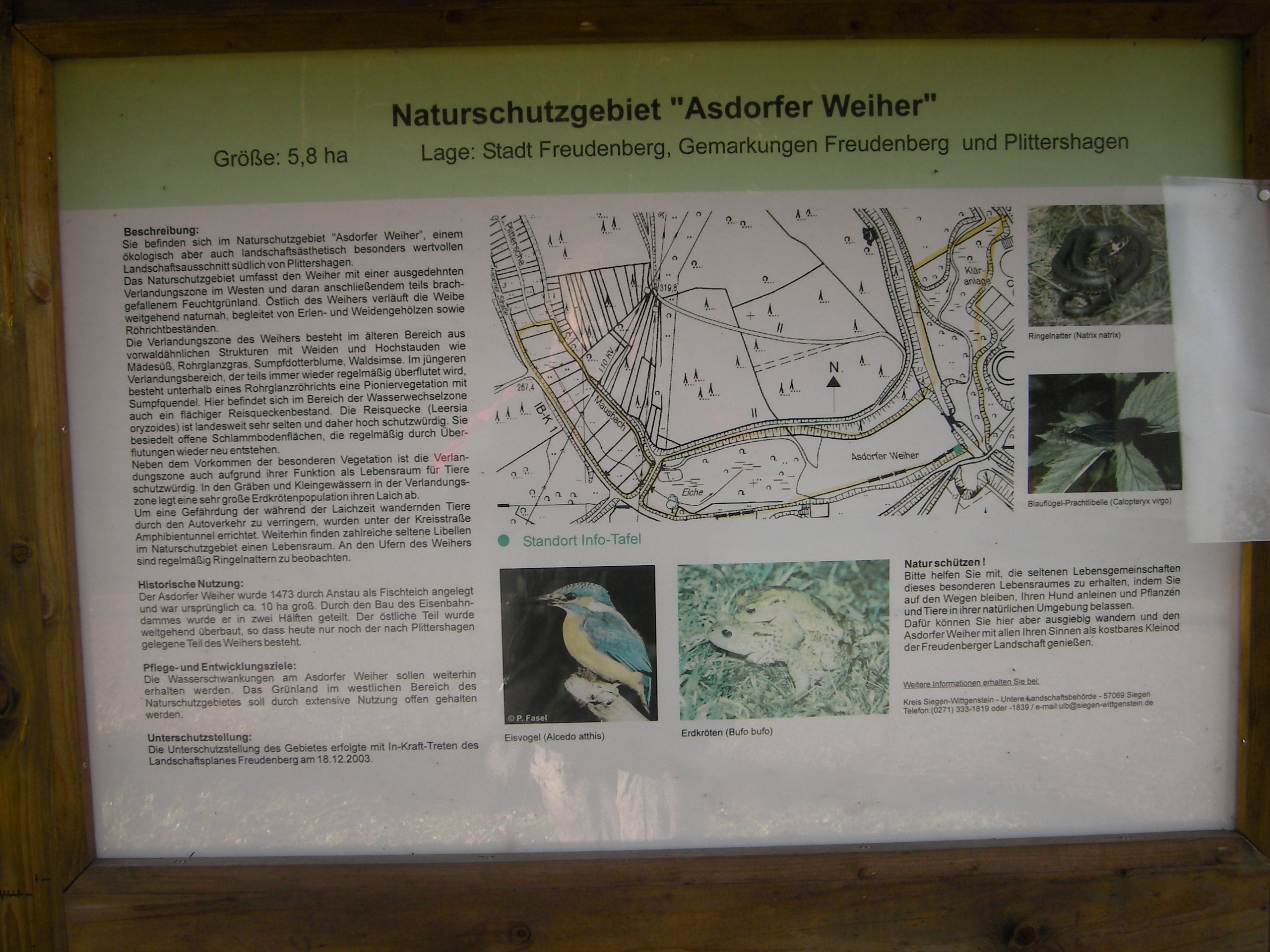
Infotafel

Das Naturschutzgebiet Asdorfer Weiher umfasst ein 5,8 Hektar großes Feuchtgebiet in Freudenberg (Siegerland), zwischen der Asdorfer Straße und Plittershagen. Die Unterschutzstellung erfolgte am 18. Dezember 2003 durch die Untere Landschaftsbehörde des Kreises Siegen-Wittgenstein.

## Beschreibung
Das Schutzgebiet umfasst den Asdorfer Weiher mit dem Fluss Weibe im östlichen Teil und ein sumpfiges Verlandungsgebiet im Westen. Letzteres wird regelmäßig überflutet. Hinter dem Verlandungsgebiet erstreckt sich eine ausgedehnte Heidefläche, welche durch extensive Nutzung erhalten, zum Teil aber auch sich selbst überlassen wird. Inmitten des Heidegebietes liegt der kleine Ort Plittershagen. Die Verlandungszone unmittelbar neben dem Weiher (westlich) befindet sich in vorwaldähnlichem Zustand (Pioniervegetation) und wird unter anderem durch Silber-Weiden, Erlen, Mädesüß, Rohrglanzgras, Sumpfdotterblume und Wald-Simse begrünt. Die Weibe wird in diesem Gebiet von Erlen, Weiden und Röhricht begleitet. Nördlich zieht sich entlang des gesamten Schutzgebietes Wald (überwiegend Fichten). Genährt wird das gesamte Feuchtgebiet einerseits durch Regen, andererseits durch den Bach Plittersche. Zweck des Schutzgebietes ist die Erhaltung der Heidelandschaft und der natürlichen Wasserschwankungen in der Verlandungszone, sowie der bedrohten Tiere (unter anderen Feuersalamander (Salamandra salamandra), Ringelnatter (Natrix natrix)) und Pflanzen. So wird von Frühling bis Frühsommer entlang der Plittershagener Straße, welche südlich entlang des gesamten Schutzgebietes führt, ein Krötenzaun gespannt, der die wandernden Erdkröten zu die Straße unterquerenden Krötentunneln leitet.

### Entwicklung
Bereits im Jahre 1473 wurde der Weiher als Fischteichanlage angestaut. Damals waren es noch 10 Hektar, die mit Wasser bedeckt waren; das Wasser bedeckt heute nur noch einen vergleichsweise geringen Anteil des Gebietes. Der See hat heute eine Ausdehnung von etwa 150 Metern von Ost nach West und etwa 40 Metern von Nord nach Süd. Sein Staudamm wurde einige Zeit lang als Bahntrasse genutzt, mittlerweile ist die Bahnstrecke jedoch stillgelegt.